# Angel, Londres
Angel é uma área na periferia norte do centro de Londres, dentro do distrito londrino de Islington. Está localizado a 3,2 km ao norte-nordeste de Charing Cross, na Inner Ring Road, um cruzamento de transportes movimentado. O Plano de Londres identifica a região como um dos 35 principais centros de Londres. Trata-se de um relevante centro de comércio e varejo, bem como um distrito de crescimento empresarial. Angel abrange a antiga fronteira das paróquias de Clerkenwell e Islington, que posteriormente se transformaram nos distritos metropolitanos de Finsbury e Islington, respectivamente. O nome do hotel é derivado do antigo Angel Inn, situado na intersecção da Islington High Street com a Pentonville Road. Desde 1965, toda a região integra o distrito de Islington, na região metropolitana de Londres.

## História

### Toponímia
A área de Angel recebeu o nome de Angel Inn, que existiu datando desde o século XVII.

### Governo local
A divisa das antigas paróquias de Clerkenwell e Islington cortava a área. A parte sul da Liverpool Road e o lado oeste da Islington High Street, incluindo o Angel Inn, ficavam na paróquia de Clerkenwell. Apesar disso, ambas as partes eram consideradas parte da cidade de Islington. Há uma história tradicional de que um indigente morreu em Islington e teve que ser levado para Clerkenwell para sepultamento, o que causou a perda do terreno. As paróquias estavam localizadas fora da cidade de Londres. À medida que se tornavam subúrbios populosos da cidade, isso se refletiu na adição de Clerkenwell em 1604 e Islington em 1636 aos retornos estatísticos semanais das contas de mortalidade. As paróquias eram governadas por sacristias e estavam sujeitas às Sessões Trimestrais de Middlesex. Em 1855, a área tornou-se parte do distrito do Metropolitan Board of Works e as sacristias paroquiais foram incorporadas como autoridades locais. Em 1889, as paróquias foram transferidas do Condado de Middlesex para o Condado de Londres. Clerkenwell tornou-se parte do Distrito Metropolitano de Finsbury e Islington tornou-se o Distrito Metropolitano de Islington em 1900. Os dois distritos foram unidos em 1965 como o Distrito Londrino de Islington, na Grande Londres.

## Governo
Angel faz parte do distrito eleitoral do Parlamento do Reino Unido de Islington Sul e Finsbury.

## Geografia
Angel está localizada a 3,2 km ao norte-nordeste de Charing Cross, na Inner Ring Road, no extremo norte do centro de Londres. A área definida pelo Conselho Municipal de Islington, em Londres, como o centro da cidade de Angel se estende de Islington Green, ao norte, e inclui as partes ao sul de Liverpool Road e Upper Street. A oeste, estende-se para incluir Chapel Market. Ao sul do cruzamento de Angel, inclui a parte norte da St John Street. Chapel Market cria uma área de conservação e a parte inferior da Upper Street forma a área de conservação de Angel. Ao norte de Angel fica Islington, a oeste fica Pentonville, ao sul fica Clerkenwell e a leste fica St Luke's.

## Economia

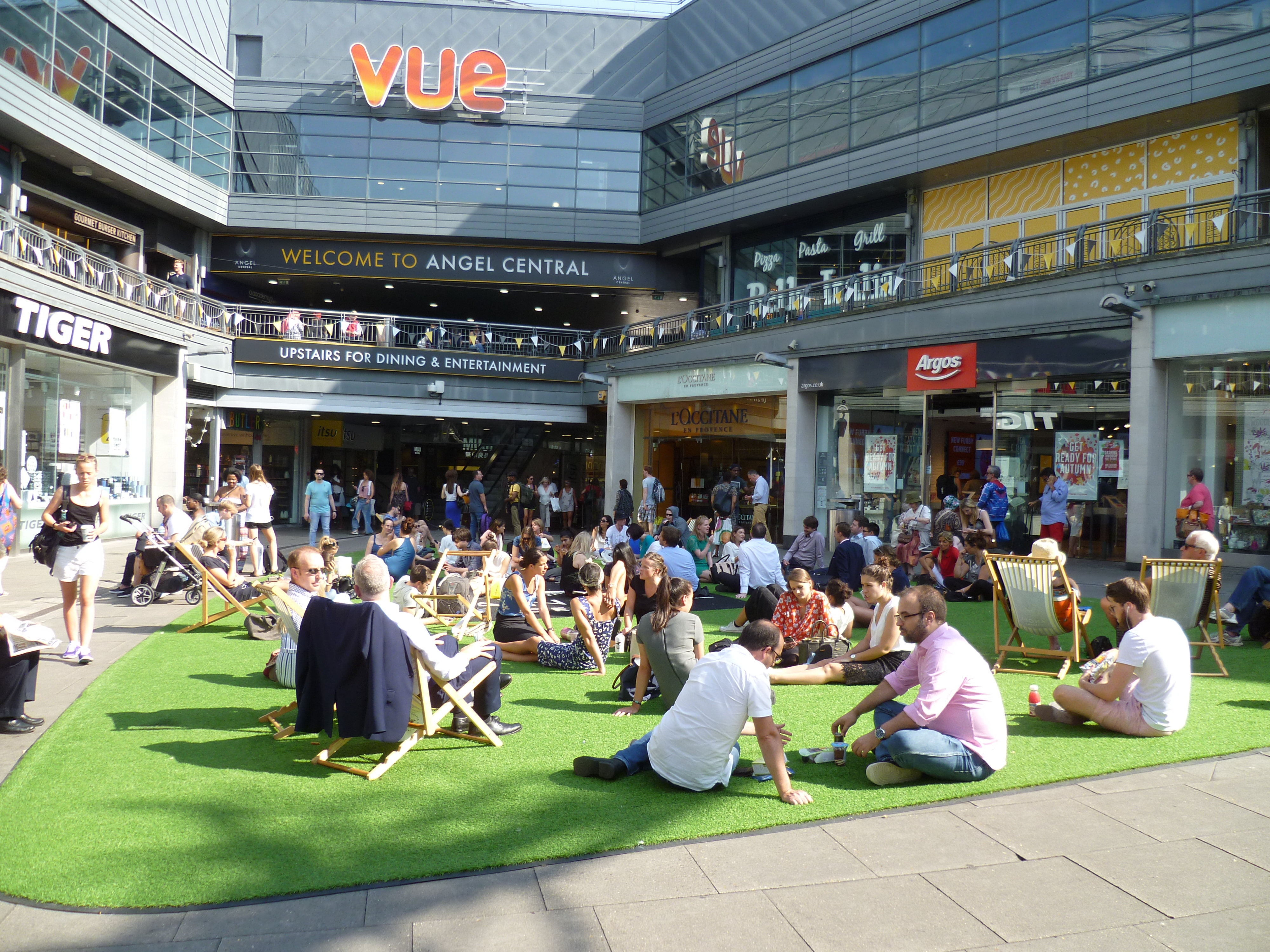
Angel Central Shopping Centre, Islington

Angel é identificado no Plano de Londres como um dos 35 principais centros da Grande Londres. É um distrito de desenvolvimento empresarial, categorizado como 'rua principal e centro da cidade', conhecido como angel.london. A principal atividade econômica da área é o varejo. Secundariamente a isso estão a economia noturna, o lazer e a educação - Angel Central é um shopping center com uma mistura de lojas, instalações de lazer e entretenimento, incluindo um cinema Vue e a boate O2 Academy Islington. Foi inaugurado em 2002 como N1 Centre, e renomeado Angel Central em março de 2015. O City and Islington College é outro grande exemplo dessas categorias.